# Leandro Simioni
Leandro Simioni (sinh ngày 29 tháng 9 năm 1974) là một cầu thủ bóng đá người Brasil.

## Sự nghiệp câu lạc bộ
Leandro Simioni đã từng chơi cho Yokohama F. Marinos.

## Thống kê câu lạc bộ

### J.League
| Đội                 | Năm       | J.League | J.League | J.League Cup | J.League Cup | Tổng cộng | Tổng cộng |
| Đội                 | Năm       | Trận     | Bàn      | Trận         | Bàn          | Trận      | Bàn       |
| ------------------- | --------- | -------- | -------- | ------------ | ------------ | --------- | --------- |
| Yokohama F. Marinos | 2001      | 3        | 0        | 0            | 0            | 3         | 0         |
| Tổng cộng           | Tổng cộng | 3        | 0        | 0            | 0            | 3         | 0         |